# Böttinger Marmor

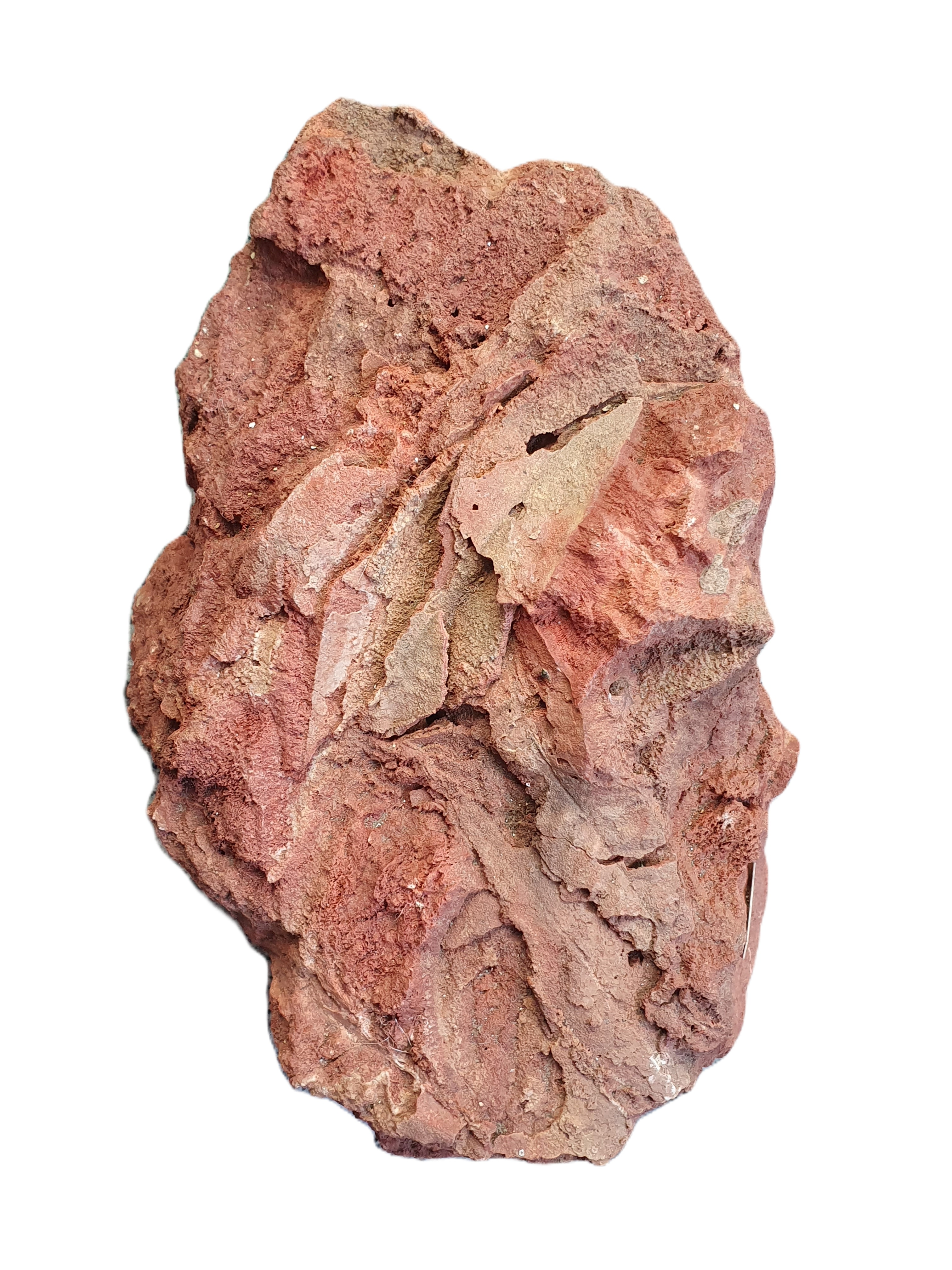
Böttinger Marmor-Handstück mit fossilen Pflanzenabdrücken auf der Oberfläche.

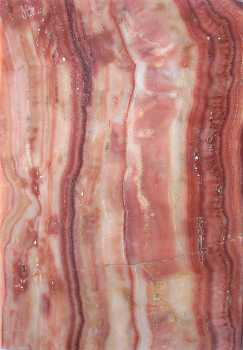
Böttinger Marmor

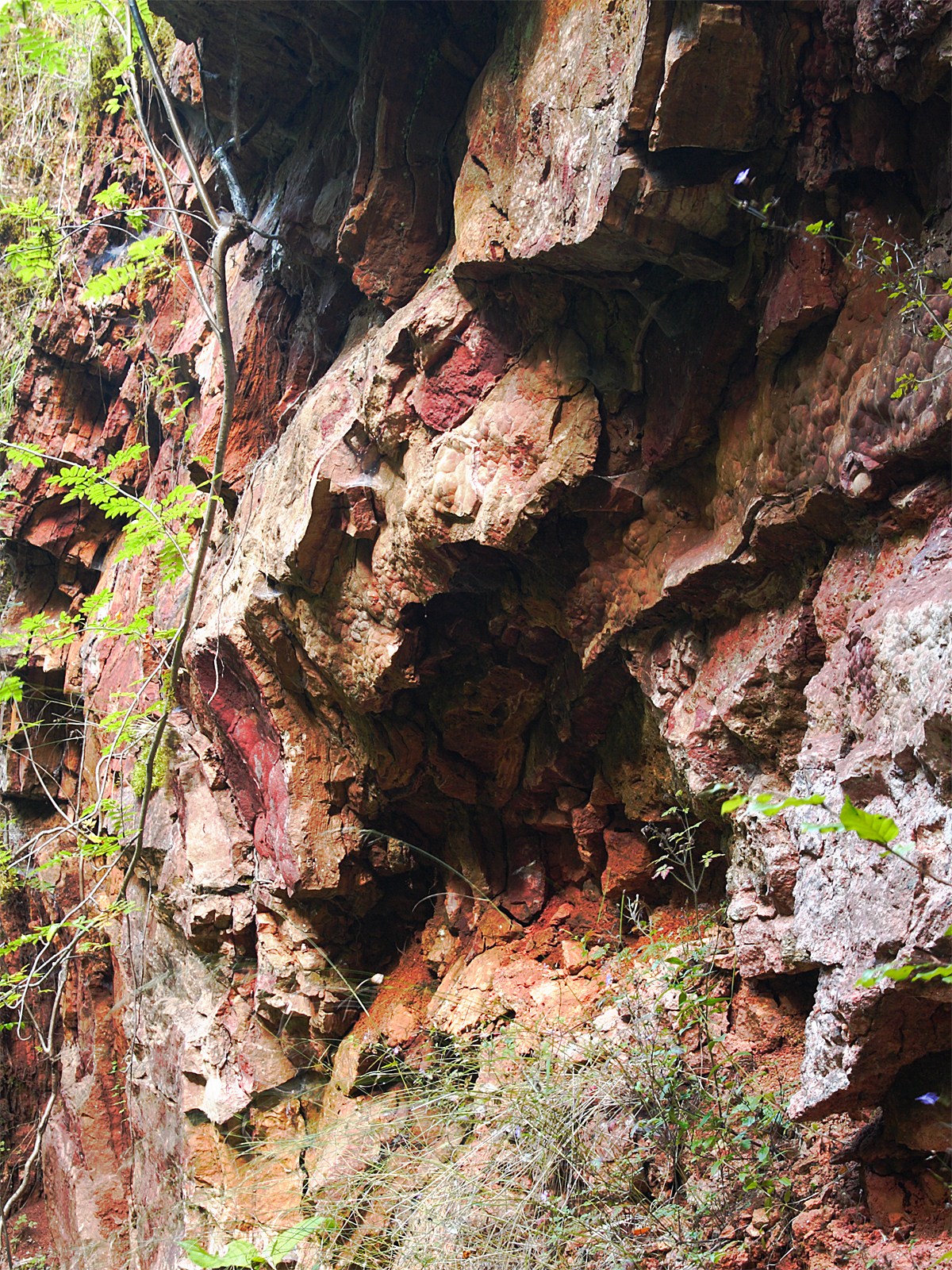
Thermalspalte des Böttinger Vulkans (Gruppe Schwäbischer Vulkan). Dieser farbige Sinterkalk ist eine besondere Rarität in geologischer, mineralogischer und paläontologischer Hinsicht

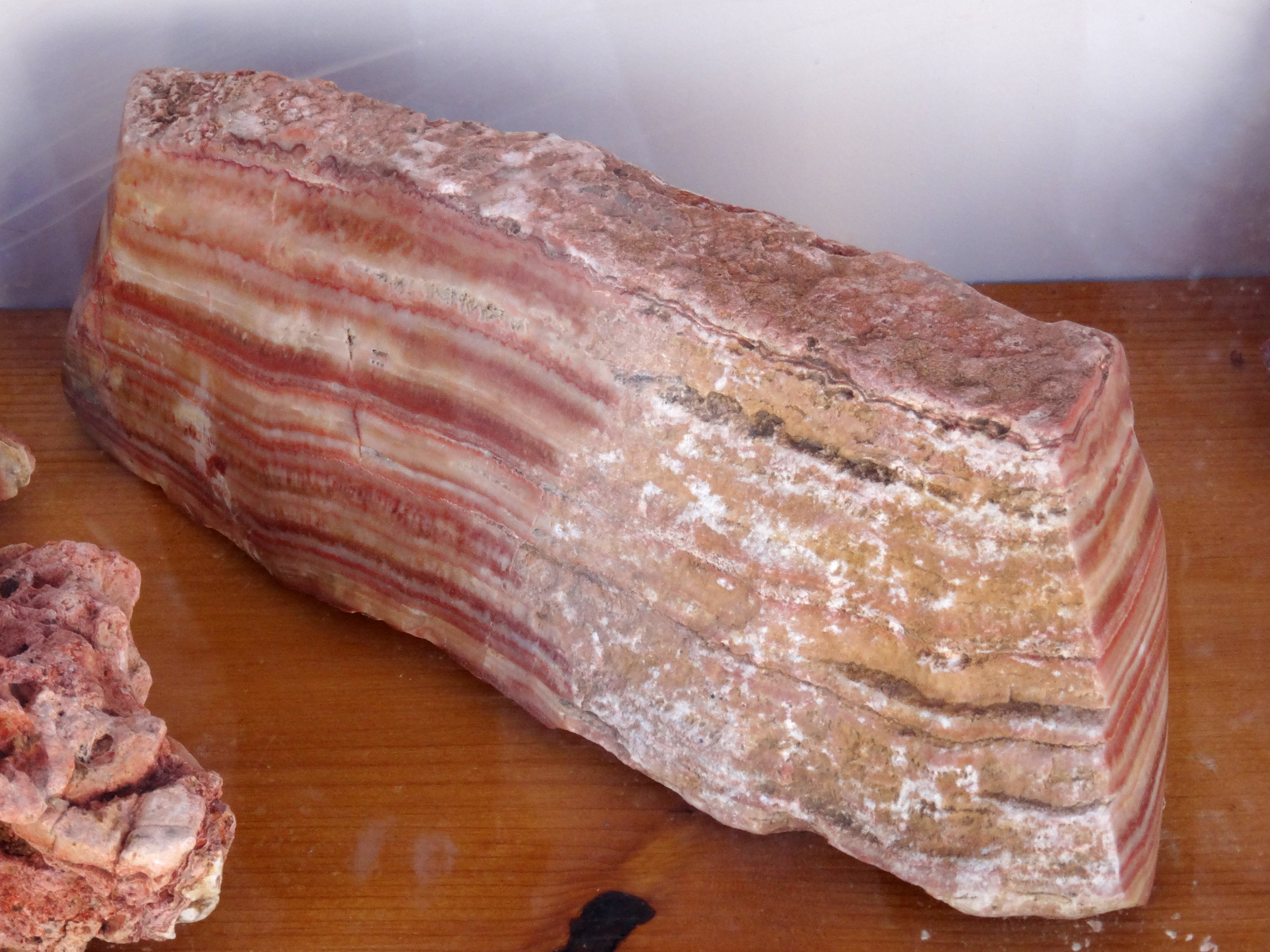
Handstück des Böttinger Marmors

Der Böttinger Marmor, auch Böttinger Bandmarmor oder Bändermarmor genannt, ist  im petrographischen Sinn kein Marmor, sondern ein besonderer und oft rötlich gebänderter Thermalsinterkalkstein in einem kleinen Steinbruch, der für die Öffentlichkeit gesperrt ist. Dieser Steinbruch befindet sich im Ortsteil Böttingen der Stadt Münsingen im Landkreis Reutlingen in Baden-Württemberg.

## Beschreibung
Der Böttinger Marmor ist eine erdgeschichtliche und petrographische Besonderheit in Baden-Württemberg und des UNESCO Global Geoparks Schwäbische Alb. Seine Farben wechseln rindenartig von nahezu Weiß bis Gelblich, Rötlich bis Dunkelrot und Dunkelbraun. Der deutlich gebänderte „Marmor“ ist vor 14 Millionen Jahren durch Fällung von Calciumcarbonat aus Lösungen in einer senkrechten Quellspalte in der Region zwischen Schopfloch (Randecker Maar) und Böttingen entstanden.
Das Gestein besteht überwiegend aus Calcit. Geringe Anteile von Tonerde und Hämatit sind nachgewiesen. Letzterer ist farbgebend am Gesteinsaufbau beteiligt.

## Entstehung
Der Thermalsinterkalk entstand vor etwa 14 Millionen Jahren im Jungtertiär: Untermiozän am Austrittspunkt kalkhaltiger Quellen bzw. Geysire des Böttinger Tuffschlots. Das Gebiet um diesen Tuffschlot befindet sich in der Landschaft der „Schwäbischen Vulkane“, von denen 1974 über 350 wissenschaftlich nachgewiesen waren.
Die Entstehung des Böttinger Marmors wird folgendermaßen erklärt: Durch heftige explosive Eruptionen wurden basaltische Tuffe am Vulkanschlot bei Böttingen ausgeschleudert, die teilweise wieder in den Schlot zurückfielen und ihn verfüllten. Durch Erdbeben öffneten sich in dem Schlot Spalten, durch die heiße CO2-haltige Wässer aufstiegen. Die Wässer lösten Calciumcarbonat aus den vorhandenen mächtigen Kalksteinschichten. Aus den basaltischen Tuffen wurden Eisenverbindungen gelöst, vor allem Hämatit (0,2 bis 1,9 Vol.-%), die die Färbung des Böttinger Marmors verursachen. Der in den Wässern gelöste Kalk wurde ausgefällt und Schicht um Schicht setzte sich Böttinger Marmor an den Wänden der nahezu senkrechten Spalten ab. Die Mächtigkeit dieser abgelagerten Schichten beträgt bis zu vier Meter und je nach Eisengehalt sind sie unterschiedlich gefärbt. Ein weiterer Gesteinstyp entstand. Neben den mit Bändermarmor verfüllten Spalten im Vulkanschlot befindet sich der sogenannte Wallmarmor bzw. Wilde Marmor in roten und weißen ein bis zehn Zentimetern breiten Bändern. In diesem Wallsinter befinden sich Tier- und Pflanzenfossilien, die auf eine bewaldete Landschaft hinweisen. Des Weiteren enthält der Wilde Marmor Gesteinsstücke aus kavernösem Travertin, Weißjura und Tuff. Es wird angenommen, dass sich im Gebiet des „Schwäbischen Vulkans“ zum Teil ähnliche Gesteinsbildungen vollzogen haben. Allerdings seien diese Gesteine heute nur noch vereinzelt und marginal vorhanden und größtenteils von Erosion vernichtet worden. Nachdem die aufsteigenden Wässer versiegten, setzte am Vulkanschlot bei Böttingen Erosion ein und die sich über das Landschaftsniveau erhebenden Vulkanränder des Böttinger Vulkans wurden eingeebnet.

## Verwendung

### Bändermarmor
Seine marmorartige Bänderung und Polierbarkeit machten den Böttinger Marmor im späten 18. und im 19. Jahrhundert zu einem begehrten Dekorstein. Seine bedeutendste kulturhistorische Verwendung erfuhr er im 18. Jahrhundert beim Ausbau des Neuen Schlosses in Stuttgart.
Verwendet wurde Böttinger Marmor vor allem für Wandverkleidungen, Säulen, Baluster, profilierte Gesimse, Vasen und Kleinkunst, wie Dosen, Schatullen, Teller oder neuerdings kleine Skulpturen und polierte Mustersteine, die die Bänderung hervorheben.
- Bis Mitte des 18. Jahrhunderts wurde der Stein nur örtlich als Baumaterial verwendet – für Kellerwände, als Pflastersteine, für Türschwellen und für Schweineställe.
- Die Altarverkleidung in der Kirche in Mehrstetten und das Kriegerdenkmal auf dem Rathausplatz in Böttingen bestehen aus Böttinger Marmor.
- Beim Ausbau des Stuttgarter Residenzschlosses (Neues Schloss, 1760 bis 1762) kam der Böttinger Marmor zu herrschaftlichen Ehren: Für den Marmorsaal und die repräsentativen Treppenaufgänge in diesem Schloss wurde er für Wandverkleidungen verwendet. Nachdem das Schloss im Zweiten Weltkrieg zerstört worden war, konnte dafür beim Wiederaufbau (1958 und 1964) Ersatzgestein im Steinbruch abgebaut und verwendet werden. Danach wurde der Steinbruch geschlossen
- Auch im Residenzschloss Ludwigsburg wurde der gebänderte Stein vereinzelt für Wandverkleidungen und Tischplatten verwendet.[1]
- Das Gestein wird auch heute in Kleinstmengen kunstgewerblich verarbeitet und poliert.

### Wilder Marmor bzw. Wallsinter
Der rot und weiß gebänderte Wilde Marmor wurde regional für Mauersteine verwendet. Für die Terrazzoherstellung wurde er zu 8 bis 10 mm Körnern zerkleinert. Wobei insbesondere rot gefärbte Wilde Marmore bevorzugt gehandelt wurden.

### Abbausituation
Der Böttinger Marmor soll 1750 beim Bau eines Wohnhauses zufällig entdeckt worden sein. Er wurde im 18. Jahrhundert im Marmorsaal und Treppenhaus des Neuen Schlosses in Stuttgart verbaut. Der Abbau war wegen der nahezu senkrechten Lagerung und der geringen Mächtigkeit der Schichten problematisch. Abgebaut wurde in zwei Steinbrüchen, die sich im Nordosten von Böttingen erstreckten. Die Größe des Vorkommen ist nicht genau bekannt und müsste durch Schrägbohrungen erkundet werden. Der Gesteinsabbau von Wildem Marmor wurde Anfang der 1960er Jahre wegen geringer Nachfrage und Bändermarmor 1964, nach Fertigstellung der Wiederherstellung des Stuttgarter Neuen Schlosses, eingestellt. Der Steinbruch ist seit Einstellung des Abbaus wegen Steinschlaggefahr nicht betretbar.

### Fotos

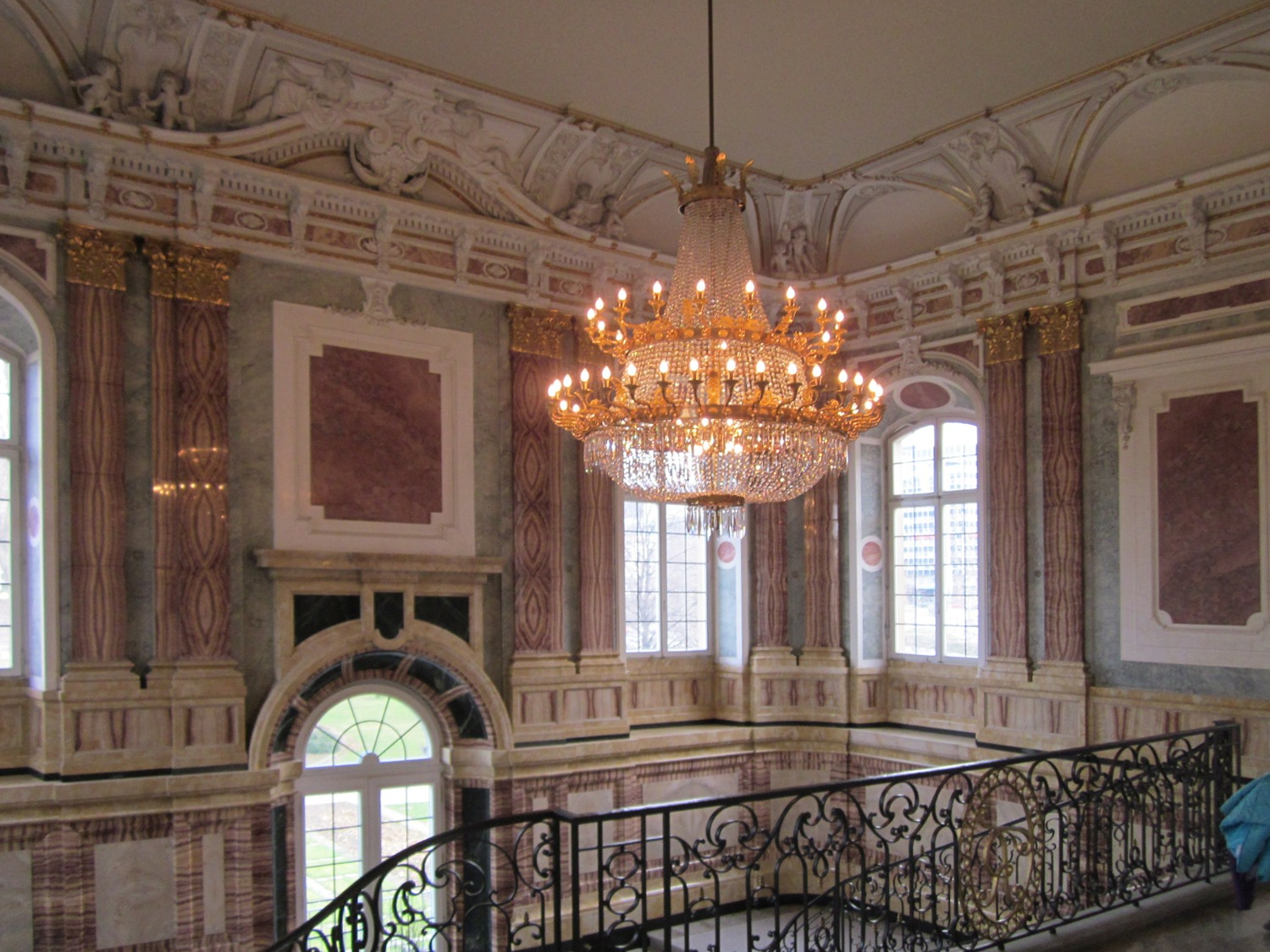
Wandverkleidung in den unterschiedlichen Farben des Böttinger Marmors im Treppenhaus des Neuen Schlosses in Stuttgart
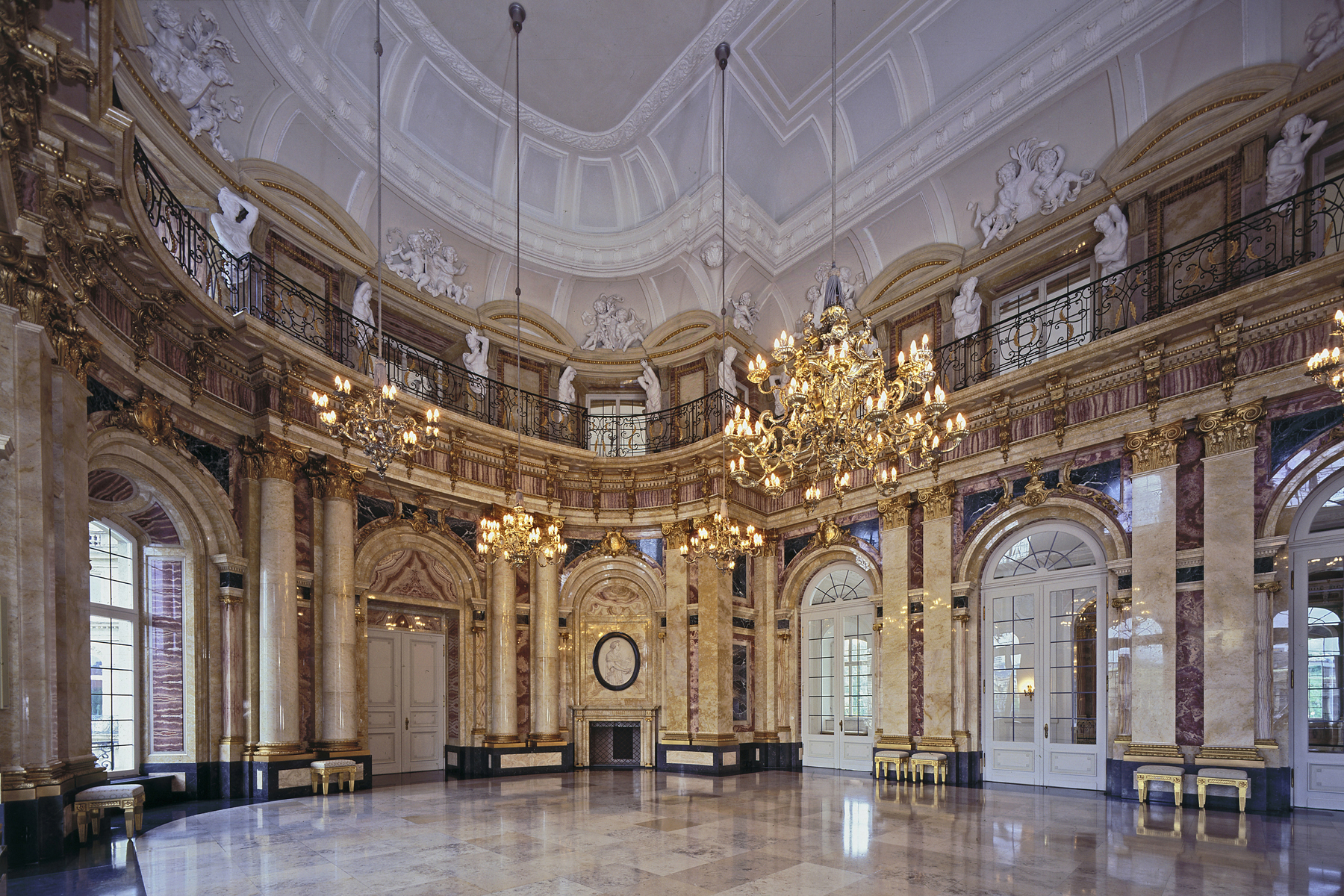
Der Marmorsaal im Neuen Schloss in Stuttgart ist ebenfalls aufwändig mit verschiedenfarbigem Böttinger Marmor verkleidet.
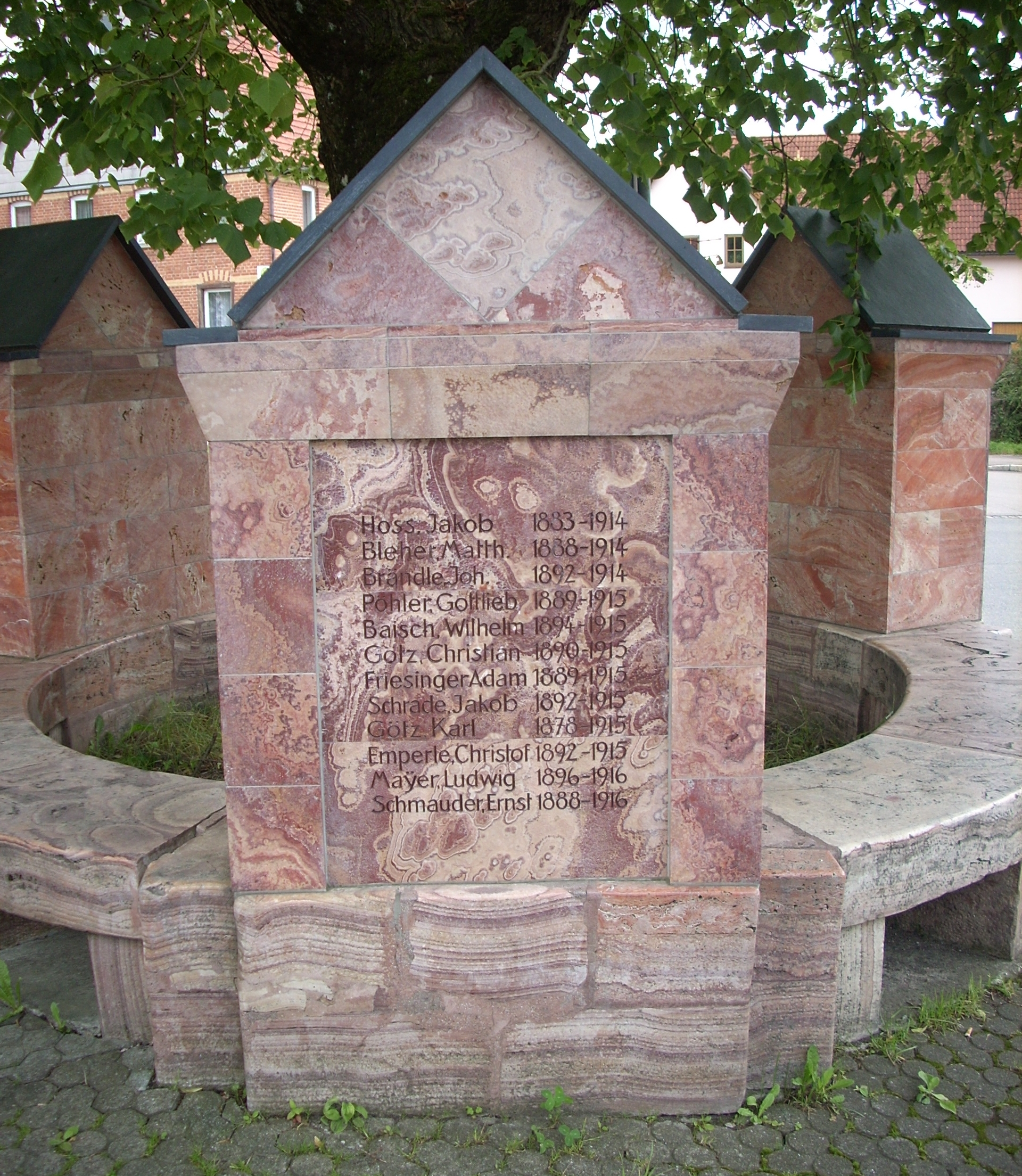
Gefallenendenkmal auf dem Rathausplatz in Böttingen
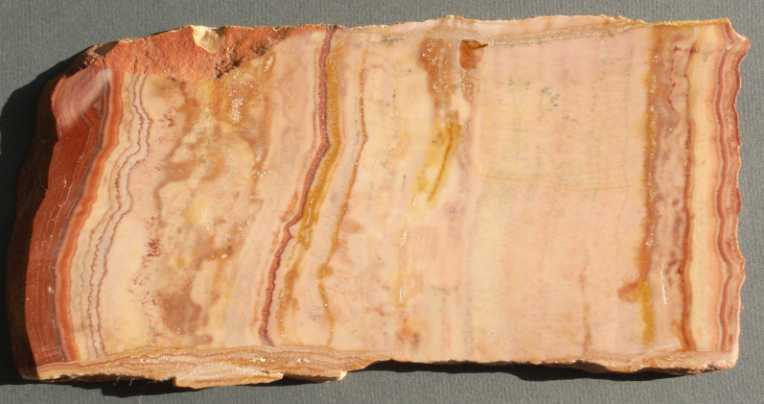
Gelbliches Muster des Böttinger Marmors mit deutlich erkennbarer Bänderung